# 1967-es magyar atlétikai bajnokság
Az 1967-es magyar atlétikai bajnokság a 72. bajnokság volt.

## Eredmények

### Férfiak
| Versenyszám                          | Arany                                                                                     | Arany      | Ezüst                                                                                 | Ezüst                             | Bronz                                                                               | Bronz                             |
| ------------------------------------ | ----------------------------------------------------------------------------------------- | ---------- | ------------------------------------------------------------------------------------- | --------------------------------- | ----------------------------------------------------------------------------------- | --------------------------------- |
| 100 m                                | Mihályfi László BEAC                                                                      | 10,5       | Hajdu Lajos TFSE                                                                      | 10,5                              | Istóczky József Újpesti Dózsa                                                       | 10,5                              |
| 200 m                                | Istóczky József Újpesti Dózsa                                                             | 21,5       | Mihályfi László BEAC                                                                  | 21,6                              | Gyulai István Bp. Honvéd SE                                                         | 21,7                              |
| 400 m                                | Mihályfi László BEAC                                                                      | 47,4       | Gyulai István Bp. Honvéd SE                                                           | 47,9                              | Bátori István Csepel SC                                                             | 48,2                              |
| 800 m                                | Nagy Imre Újpesti Dózsa                                                                   | 1:50,3     | Mohácsi Péter MTK                                                                     | 1:50,6                            | Stoll Loránd Diósgyőri VTK                                                          | 1:51,0                            |
| 1500 m                               | Kiss György Győri Dózsa                                                                   | 3:45,6     | Honti Róbert Pécsi VSK                                                                | 3:46,1                            | Magyar Károly Bp. Honvéd                                                            | 3:47,0                            |
| 5000 m                               | Kiss György Győri Dózsa                                                                   | 13:58,4    | Mecser Lajos Salgótarjáni Bányász                                                     | 14:02,2                           | Pintér János Bp. Spartacus                                                          | 14:08,6                           |
| 10 000 m június 17.                  | Kiss György Győri Dózsa                                                                   | 28:46,8    | Mecser Lajos Salgótarjáni Bányász                                                     | 28:47,2                           | Pintér János Bp. Spartacus                                                          | 28:47,4                           |
| 4 × 100 m július 8–9.                | Zászló Zsolt Rábai Gyula Pajor Ferenc Horváth László Újpesti Dózsa                        | 41,1       | Kiss Ferenc Kalocsai Henrik Gyulai István Nyíregyházi György Bp. Honvéd               | 41,1                              | Földesi József Rózsa István Nagy László Báthory Viktor MTK                          | 41,8                              |
| 4 × 200 m                            | Zsinka András Kalocsai Henrik Nyíregyházi György Gyulai István Bp. Honvéd SE              | 1:27,4     | Zászló Zsolt Horváth László Pajor Ferenc Rábai Gyula Újpesti Dózsa                    | 1:29,1                            | Farkas Jeszenői Endre Vértessy Miklós Nemesházi Imre Bp. Vasas                      | 1:30,1                            |
| 4 × 400 m                            | Kárpáti Béla Zsinka András Kapás Géza Gyulai István Bp. Honvéd                            | 3:14,8     | Ringhoffer Zsolt Rábai Gyula Nagy Imre Horváth László Újpesti Dózsa                   | 3:15,2                            | Jeszenői Endre Mérei László Vámosi Attila Nemesházi Imre Bp. Vasas                  | 3:17,7                            |
| 4 × 800 m                            | Pokorny István Kárpáti Béla Szabó János Kapás Géza Bp. Honvéd A                           | 7:46,8     | Jóny István Kiss István Magyar Károly Török János Bp. Honvéd B                        | 7:48,4                            | Nemesházi Imre Benedek László Rózsa István Vámosi Attila Bp. Vasas                  | 7:49,6                            |
| 4 × 1500 m                           | Török János Kiss István Szabó János Jóny István Bp. Honvéd                                | 15:29,8    | Szentiványi Gergely Szerényi János Rózsa István Nagy László Bp. Vasas                 | 15:40,0                           | Pfeffer Ottó Mohácsi Péter Kiss A. Győri Attila MTK                                 | 15:52,6                           |
| 110 m gát                            | Mélykuti Béla Bp. Spartacus                                                               | 14,6       | Szabó Miklós Szekszárdi Dózsa                                                         | 14,7                              | Medovárszky János Békéscsabai Dózsa                                                 | 14,9                              |
| 400 m gát                            | Ringhoffer Zsolt Újpesti Dózsa                                                            | 53,1       | Vértessy Miklós Bp. Vasas                                                             | 53,4                              | Benkő János Újpesti Dózsa                                                           | 53,9                              |
| 3000 m akadály                       | Jóny István Bp. Honvéd                                                                    | 8:41,6     | Szabó János Bp. Honvéd                                                                | 8:43,0                            | Fazekas Miklós Diósgyőri VTK                                                        | 8:47,2                            |
| 20 km gyaloglás augusztus 20.        | Kiss Antal Tatabányai Bányász                                                             | 1:33:23,4  | Dalmati János Bp. Honvéd                                                              | 1:37:40,6                         | Antal Andor Szegedi VSE                                                             | 1:39:10,4                         |
| 50 km gyaloglás július 30.           | Kiss Antal Tatabányai Bányász                                                             | 4:41:12,0  | Szabó János Tatabányai Bányász                                                        | 5:01:20,4                         | Merényi Emil BEAC                                                                   | 5:18:00,0                         |
| magasugrás                           | Noszály Sándor Bp. Honvéd                                                                 | 204 cm     | Medovárszky János Békéscsabai Dózsa                                                   | 198 cm                            | Szórád Péter Csepel SC                                                              | 198 cm                            |
| távolugrás                           | Kalocsai Henrik Bp. Honvéd                                                                | 781 cm     | Margitics Béla Újpesti Dózsa                                                          | 755 cm                            | Cziffra Zoltán Bp. Honvéd                                                           | 754 cm                            |
| hármasugrás                          | Kalocsai Henrik Bp. Honvéd                                                                | 16,16 m    | Ivanov Dragan Bp. Vasas                                                               | 15,86 m                           | Cziffra Zoltán Bp. Honvéd                                                           | 15,70 m                           |
| rúdugrás                             | Schulek Ágoston TFSE                                                                      | 472 cm     | Gagyi Endre Bp. Vasas                                                                 | 450 cm                            | Bakai József Csepel SC                                                              | 440 cm                            |
| súlylökés                            | Varjú Vilmos VM KÖZÉRT                                                                    | 18,86 m    | Holub Sándor Bp. Honvéd                                                               | 17,84 m                           | Fejér Géza Bp. Honvéd                                                               | 17,49 m                           |
| diszkoszvetés                        | Fejér Géza Bp. Honvéd                                                                     | 56,28 m    | Tégla Ferenc Szegedi VSE                                                              | 56,14 m                           | Faragó János Miskolci EAFC                                                          | 55,18 m                           |
| gerelyhajítás                        | Kulcsár Gergely Bp. Építők                                                                | 83,20 m    | Németh Miklós TFSE                                                                    | 82,74 m                           | Csik József TFSE                                                                    | 72,08 m                           |
| kalapácsvetés                        | Zsivótzky Gyula Újpesti Dózsa                                                             | 68,46 m    | Lovász Lázár Pécsi Dózsa                                                              | 64,66 m                           | Eckschmiedt Sándor Újpesti Dózsa                                                    | 64,62 m                           |
| tízpróba augusztus 5–6.              | Bakai József Csepel SC                                                                    | 7281       | Czabán Dániel Bp. Honvéd                                                              | 6764                              | Füzesi Ede Újpesti Dózsa                                                            | 6357                              |
| maraton szeptember 3.                | Tóth Gyula Ózdi Kohász                                                                    | 2:26:27,0  | Sütő József Bp. Vasas                                                                 | 3:32:07,6                         | Tormási Attila Csepel SC                                                            | 2:35:01,0                         |
| mezei futás április 9.               | Mecser Lajos Salgótarjáni BTC                                                             | 29:43,0    | Jóny István Bp. Honvéd                                                                | 29:54,2                           | Szerényi János Bp. Vasas                                                            | 29:57,0                           |
| kis mezei futás (4 km) április 9.    | Szabó János Bp. Honvéd                                                                    | 11:47,4    | Magyar Károly Bp. Honvéd                                                              | 11:47,6                           | Pfeffer Ottó MTK                                                                    | 11:55,0                           |
| csapat 5000 m július 9.              | Szerényi János Szentiványi Gergely Sütő József Sovák János Szekeres Béla Vasas SC         | 18         | Vasas István Tormási Attila Kávai Kázmér Szekeres Ferenc Bajzáth József Csepel SC     | 88                                | Kiss Antal Játékos Pál Mózes István Schiller Tivadar Szabó János Tatabányai Bányász | 96                                |
| csapat 20 km gyaloglás augusztus 20. | Antal Andor Novák András Pándi Lajos Szegedi VSE                                          | 5:13:14    | Kiss Antal Szabó János Tatabányai Bányász                                             | 5:15:31,6                         | Havasi István Bp. Postás                                                            | 5:30:21,6                         |
| csapat 50 km gyaloglás július 30.    | Kiss Antal Szabó János Nagy Géza Tatabányai Bányász                                       | 15:28:20,4 | Több értékelhető csapat nem volt.                                                     | Több értékelhető csapat nem volt. | Több értékelhető csapat nem volt.                                                   | Több értékelhető csapat nem volt. |
| csapat maraton szeptember 3.         | Sütő József Szerényi János Kárászi Károly Vasas SC                                        | 7:53:06,8  | Ganz-MÁVAG                                                                            | 10:20:24,0                        | Bp. Vasas Izzó                                                                      | 10:40:00,4                        |
| csapat magasugrás                    | Noszály Sándor Krasznai Tivadar Skoumál András Hámori Imre Zsadon Gyula Bp. Honvéd        | 192,0 cm   | Kovács Nimród Tihanyi József Szepesi Ádám Láng Gyula Kullai András TFSE               | 187,8 cm                          | Maros István Karner Ottó Andor György Erki Imre Krasovecz Ferenc BEAC               | 187,4 cm                          |
| csapat távolugrás                    | Kalocsai Henrik Cziffra Zoltán Dékány Lajos Kovács Tibor Hámori Imre Bp. Honvéd           | 689,2 cm   | Füzessi Ede Bukovecz Károly Pajor Ferenc Zászló Zsolt Margitics Béla Újpesti Dózsa    | 682,8 cm                          | Hossala József Hegyi László Szabados Lajos Mester Sándor Szórád Péter Csepel SC     | 656,8 cm                          |
| csapat hármasugrás                   | Kalocsai Henrik Cziffra Zoltán Dékány Lajos Pető Sándor Noszály Sándor Bp. Honvéd         | 14,668 m   | Pajor Ferenc Czapalai Gyula Füzesi Ede Földi Lajos Margitics Béla Újpesti Dózsa       | 13,916 m                          | Sárközy Haintz Erős Levelesi Andor Ivanov Dragan Vasas SC                           | 13,432 m                          |
| csapat rúdugrás                      | Miskei János Skoumál András Vászoly József Ruján Pál Hubai Gyula Bp. Honvéd A             | 408 cm     | Schulek Ágoston Kullai András Szörényi István Nyerges Mihály Nemere János TFSE        | 402 cm                            | Czabán Dániel Botos Péter Both László Nagy Kálmán Szmodics József Bp. Honvéd B      | 366 cm                            |
| csapat súlylökés                     | Holub Sándor Fejér Géza Czabán Dániel Treiber Miklós Gyergyói János Bp. Honvéd            | 14,662 m   | Füzesi Ede Biró András Kövesdi Ferenc Katics Kálmán Zsivótzky Gyula Újpesti Dózsa     | 13,880 m                          | Kovács Gábor Kaposvári Zoltán Kocsis Gyula Hajtó Ödön Murányi János MAFC            | 13,690 m                          |
| csapat diszkoszvetés                 | Klics Ferenc Szegletes Ferenc Nagy Zsigmond Saskői Alfonz Teveli Mihály Vasas SC          | 47,516 m   | Gyergyói János Czabán Dániel Hubai Gyula Holub Sándor Fejér Géza Bp. Honvéd           | 46,420 m                          | Kovács Gábor Kaposvári Zoltán Hajtó Ödön Steiner Adolf Murányi János MAFC           | 45,248 m                          |
| csapat gerelyhajítás                 | Németh Miklós Erdélyi György Pungor Miklós Polányi László Vécsey Lajos TFSE               | 64,112 m   | Vízvári Vilmos Boros Sándor Abaházi István Zarubai Iván Krasznai Sándor Újpesti Dózsa | 61,692 m                          | Eördögh Fodor Voltai Géza Kaposvári Zoltán Kovács Gábor MAFC                        | 59,760 m                          |
| csapat kalapácsvetés                 | Zsivótzky Gyula Eckschmiedt Sándor Némedi László Kiss Miklós Kövesdi Ferenc Újpesti Dózsa | 54,608 m   | dr. Nagy Nagy Zs. Mecseki Attila Sajtár Lajos Németh Imre Bp. Vasas                   | 49,676 m                          | Kovács Zoltán Fejér Géza Gremsperger Attila Mandel András Balló István Bp. Honvéd   | 48,148 m                          |
| csapat mezei futás április 9.        | Szerényi János Szentiványi Gergely Sütő József Vasas SC                                   | 14         | Simon Dénes Pintér János Schneider Mihály Bp. Spartacus                               | 37                                | Jóny István Bruder Andor Bartyik László Bp. Honvéd                                  | 41                                |
| csapat kis mezei futás április 9.    | Szabó János Magyar Károly Török János Bp. Honvéd                                          | 9          | Kiss Lajos Pfeffer Ottó Felsővályi Imre MTK                                           | 31                                | Kárai Kázmér Olchauser Vasas István Csepel SC                                       | 42                                |

### Nők
| Versenyszám                   | Arany                                                                            | Arany    | Ezüst                                                                                 | Ezüst    | Bronz                                                                                  | Bronz    |
| ----------------------------- | -------------------------------------------------------------------------------- | -------- | ------------------------------------------------------------------------------------- | -------- | -------------------------------------------------------------------------------------- | -------- |
| 100 m                         | Markó Margit Vasas                                                               | 11,5     | Kovács Annamária Bp. Honvéd                                                           | 11,6     | Balogh Györgyi Bp. Vasas                                                               | 11,7     |
| 200 m                         | Kovács Annamária Bp. Honvéd                                                      | 24,4     | Markó Margit Vasas                                                                    | 24,7     | Balogh Györgyi Bp. Vasas                                                               | 24,9     |
| 400 m                         | Munkácsi Antónia Vasas Izzó                                                      | 54,6     | Nagy Zsuzsa BEAC                                                                      | 56,8     | Szenteleki Sára Szombathelyi Haladás                                                   | 57,2     |
| 800 m                         | Szenteleki Sára Szombathelyi Haladás                                             | 2:07,5   | Kulcsár Magdolna Bp. Építők                                                           | 2:07,8   | Nagy Zsuzsa BEAC                                                                       | 2:08,8   |
| 4 × 100 m július 8–9.         | Schleer Ildikó Pető Mária Kovács Annamária Lázár Éva Bp. Honvéd                  | 47,7     | Pusztai Éva Papp Attiláné Balogh Györgyi Damjanovics Ferencné Bp. Vasas               | 48,8     | Boldizsár Piroska Orbán Irén Heldt Zsuzsa Kispál Jánosné Újpesti Dózsa                 | 49,6     |
| 4 × 200 m                     | Pető Mária Lázár Éva Kazi Olga Kovács Annamária Bp. Honvéd                       | 1:39,0   | Pusztai Éva Kovács Edit Nemesházi Imrénéné Balogh Györgyi Bp. Vasas                   | 1:39,6   | Boldizsár Piroska Orbán Irén Heldt Zsuzsa Kispál Jánosné Újpesti Dózsa                 | 1:44,3   |
| 3 × 800 m                     | Kovács Edit Benedek Lászlóné Kazi Valéria Vasas SC                               | 6:57,4   | Végh Éva Gulyás Erzsébet Nagy Zsuzsa BEAC                                             | 7:10,4   | Böröczki Éva Böröczki Zsuzsa Sági Győri Dózsa                                          | 7:17,2   |
| 80 m gát                      | Kovács Annamária Bp. Honvéd                                                      | 11,1     | Balogh Györgyi Bp. Vasas                                                              | 11,3     | Kiss Mária Ózdi Kohász                                                                 | 11,4     |
| magasugrás                    | Steitz Anna Bp. Honvéd                                                           | 164 cm   | Komka Magdolna Salgótarjáni Kohász                                                    | 164 cm   | Gelei Éva Szegedi VSE                                                                  | 161 cm   |
| távolugrás                    | Skultéty Eta Újpesti Dózsa                                                       | 608 cm   | Woth Klára TFSE                                                                       | 579 cm   | Papp Margit Csepel SC                                                                  | 577 cm   |
| súlylökés                     | Bognár Judit Bp. Honvéd                                                          | 16,44 m  | Kontsek Jolán Újpesti Dózsa                                                           | 14,89 m  | Mikuss Judit Újpesti Dózsa                                                             | 14,39 m  |
| diszkoszvetés                 | Kontsek Jolán Újpesti Dózsa                                                      | 55,32 m  | Bognár Judit Bp. Honvéd                                                               | 51,56 m  | Stugner Judit Újpesti Dózsa                                                            | 49,92 m  |
| gerelyhajítás                 | Radnai Ágnes TFSE                                                                | 52,42 m  | Németh Angéla TFSE                                                                    | 52,18 m  | Bakai Józsefné Csepel SC                                                               | 50,74 m  |
| ötpróba szeptember 2–3.       | Kovács Annamária Bp. Honvéd                                                      | 4581     | Köves Mária Pécsi VSK                                                                 | 3952     | Noszály Sándorné Bp. Honvéd                                                            | 3750     |
| mezei futás április 9.        | Tóth Mária MTK                                                                   | 4:36,4   | Kazi Valéria Bp. Vasas                                                                | 4:40,6   | Zsilák Ilona Békéscsabai Dózsa                                                         | 4:42,1   |
| csapat magasugrás             | Noszály Sándorné Kovács Annamária Schleer Ildikó Lázár Éva Leib Mária Bp. Honvéd | 156,8 cm | Zuba Mária Gulyás Ágota Bálint Edit Szatmári Erzsébet Oó Erzsébet BEAC                | 150,0 cm | Andor Emőke Tótfalusi Mária Jákói Aranka Nemesházi Imréné Herendi Erzsébet Bp. Vasas   | 147,8 cm |
| csapat távolugrás             | Varga Judit Woth Klára Korompai Ágnes Bene Piroska Hepp Judit TFSE               | 528,2 cm | Kulcsár Edit Czabán Dánielné Schleer Ildikó Nagy Erzsébet Kovács Annamária Bp. Honvéd | 527,8 cm | Velecsényi Heldt Zsuzsa Boldizsár Piroska Bartos Lászlóné Kispál Jánosné Újpesti Dózsa | 509,0 cm |
| csapat súlylökés              | Stugner Judit Kontsek Jolán Mikuss Judit Loidl Márta Sík Andrea Újpesti Dózsa    | 13,182 m | Kovács Annamária Czabán Dánielné Giber Vera Paulányi Magda Bognár Judit Bp. Honvéd    | 13,156 m | Németh Angéla Radnai Ágnes Fraknói Dalma Antalfi Zsuzsa Nagy Judit TFSE                | 12,044 m |
| csapat diszkoszvetés          | Kontsek Jolán Stugner Judit Loidl Márta Mikuss Judit Boncz Piroska Újpesti Dózsa | 44,144 m | Szentesi Mária Giber Vera Czabán Dánielné Bognár Judit Parázsó Júlia Bp. Honvéd       | 41,312 m | Andok Pálné Harsányi Mária Kővári Katalin Kótai Margit Mecseki Hargita Bp. Vasas       | 36,628 m |
| csapat gerelyhajítás          | Németh Angéla Radnai Ágnes Bagyinszky Borbála Téglás Zsuzsa Umbrai Katalin TFSE  | 41,472 m | Czabán Dánielné Lugos Ágota Leib Mária Miklós Judit Paulányi Magda Bp. Honvéd         | 41,208 m | Kótai Margit Erdei Anna Egressy Mária Vogyerák Ilona Krajcsovics Ferencné Bp. Vasas    | 36,948 m |
| csapat mezei futás április 9. | Kazi Valéria Benedek Lászlóné Kovács Edit Vasas SC                               | 22       | Zsilák Ilona Zsilák Erzsébet Kiss Békéscsabai Dózsa                                   | 33       | Böröczki Éva Böröczki Zsuzsa Sági Győri Dózsa                                          | 34       |

### Magyar atlétikai csúcsok
- 3 mérföld 13:03.4 Ecs. Mecser Lajos London 7. 15.
- rúdugrás 470 ocs. Schulek Ágoston
- rúdugrás 472 ocs. Schulek Ágoston
- rúdugrás 477 ocs. Schulek Ágoston
- rúdugrás 480 ocs. Schulek Ágoston